# Batwoman (televisieserie)
Batwoman is een Amerikaanse superhelden televisieserie bedacht door Caroline Dries. De serie werd voor het eerst uitgezonden op 6 oktober 2019 op The CW.

## Rolverdeling
- Ruby Rose, als Kate Kane / Batwoman (seizoen 1)
- Rachel Skarsten, als Beth Kane / Alice
- Meagan Tandy, als Sophie Moore:
- Nicole Kang, als Mary Hamilton
- Camrus Johnson, als Luke Fox
- Elizabeth Anweis, als Catherine Hamilton-Kane (seizoen 1)
- Dougray Scott, als Jacob Kane
- Javicia Leslie, als Ryan Wilder / Batwoman (seizoen 2-3)
- Victoria Cartagena, als Renee Montoya